# 归绍隆
歸紹隆（？—？），字从之，大义归家堡人。明朝政治人物。

## 生平
少时即受知于知县杨涟。万历三十七年（1609年）乡试中舉，至云南按察司副使。辭官歸田，以著述自娱。

## 家族
父亲归学周。
有子歸士琯。